# William Graham Sumner
William Graham Sumner (30 de octubre de 1840 - 12 de abril de 1910) fue un académico estadounidense "que impartió la primera cátedra de sociología" en la Universidad Yale. Durante muchos años tuvo la reputación de uno de los maestros más influyentes allí. Fue un polímata con numerosos libros y ensayos sobre historia de Estados Unidos, historia económica, teoría política, sociología y antropología. Se le atribuye la introducción del término "etnocentrismo", un término que pretende identificar los principales medios de justificación imperialista, en su libro Folkways (1906). Sumner es visto a menudo como un proto-libertario. También fue el primero en enseñar un curso titulado "Sociología".

## Biografía
Nacido en Paterson, New Jersey, Sumner se graduó de la Universidad Yale en 1863, donde había sido miembro de Skull and Bones. A finales de los años 1860 Sumner era un ministro episcopal. En 1872, Sumner aceptó la cátedra de economía política en la Universidad Yale.

### Ciencias económicas
Sumner fue un firme defensor del laissez-faire, así como "un defensor sincero del libre comercio y el patrón oro y un enemigo del socialismo". Sumner fue activo en la promoción intelectual del liberalismo clásico de libre comercio, y en su apogeo y después hubo grupos llamados Clubes Sumner para discutir su obra. Criticaba duramente el socialismo/comunismo. Uno de sus adversarios conocidos era Edward Bellamy, creador de una variante nacional de socialismo en 1888.

### Antiimperialista
Como muchos liberales clásicos de la época, entre ellos Edward Atkinson, Moorfield Storey, y Grover Cleveland, Sumner se opuso a la Guerra Española-Americana y el esfuerzo posterior de EE. UU. para sofocar la insurrección en Filipinas. Fue uno de los vicepresidentes de la Liga Antiimperialista que se había formado después de la guerra para oponerse a la anexión de territorios. En su discurso "La conquista de los Estados Unidos por España", (considerado por algunos como "su obra más perdurable") arremetió contra el imperialismo como una traición a las mejores tradiciones, principios e intereses del pueblo estadounidense y contrario a la misma fundación de los Estados Unidos como un estado de iguales, donde la justicia y la ley "debían reinar en medio de la sencillez". En este trabajo titulado irónicamente, Sumner retrata la anexión de territorios como "una versión americana del imperialismo y del ansia de colonias que habían traído a España al lamentable estado de su propio tiempo". Según Sumner, el imperialismo sería entronizar a un nuevo grupo de "plutócratas ", o empresarios que dependían de los subsidios y contratos del gobierno.

### Sociólogo
Como sociólogo, sus mayores logros fueron desarrollar los conceptos de difusión, endogrupo (folkways, costumbres populares), y etnocentrismo. El trabajo de Sumner sobre folkways lo llevó a concluir que los intentos de reforma ordenados desde el gobierno eran inútiles.
En 1876, Sumner se convirtió en el primero en dar un curso titulado "sociología" en el mundo de habla inglesa, aunque este curso se centró en el pensamiento de Auguste Comte y Herbert Spencer, en lugar de la sociología académica formal que se estableció 20 años después por Émile Durkheim en Europa. Fue el segundo presidente de la Asociación Americana de Sociología de 1908 hasta 1909, sucediendo a su rival ideológico Lester F. Ward.
En 1880, Sumner estuvo involucrado en uno de los primeros casos de la libertad académica. Sumner y el presidente de Yale en ese momento, Noah Porter, discutieron sobre el uso de "Estudio de la sociología" de Herbert Spencer como parte del plan de estudios. La supuesta aplicación de Spencer de las ideas llamadas "darwinistas" al reino de los humanos puede haber sido algo demasiado controvertido en ese momento de la reforma curricular. Por otro lado, incluso si las ideas de Spencer no fueron generalmente aceptadas, es claro que sus ideas influenciaron los escritos de Sumner.

### Sumner y el darwinismo social
William Graham Sumner fue influenciado por muchas personas e ideas tales como Herbert Spencer y su ideología que según criterio generalizado se califica como "darwinista social", aunque es discutido.
En 1881 Sumner escribió un ensayo titulado "Sociología". En el ensayo Sumner se centra en la relación entre la sociología y la biología. Él explica que hay dos lados en la lucha por la supervivencia de un ser humano. La primera es una "lucha por la existencia", que es una relación entre el hombre y la naturaleza. La segunda parte sería la "competencia por la vida", que puede ser identificada como una relación entre un hombre y otro. La primera es una relación biológica con la naturaleza y la segunda es un vínculo social, por lo tanto sociología. El hombre lucharía contra la naturaleza para satisfacer las necesidades básicas como la alimentación o el agua y a su vez esto crearía el conflicto entre el hombre y el hombre con el fin de satisfacer las necesidades de una oferta limitada. Sumner creía que el hombre no podía abolir la ley de "supervivencia del más apto", y sólo podría interferir con ella y producir el "no apto".
Según Jeff Riggenbach, la identificación de Sumner como un darwinista social

...es irónica, porque no era tan conocido durante su vida o muchos años después. Robert C. Bannister, el historiador de Swarthmore,... describe la situación en su prólogo a este volumen: “El ‘Darwinismo Social de Sumner’”, escribe, “aunque enraizado en controversias durante toda su vida, recibió su más influyente expresión en el Social Darwinism in American thought de Richard Hofstadter que se publicó por primera vez en 1944... ¿Fue William Graham Sumner un defensor del “darwinismo docial”? Como he indicado, fue así descrito, principalmente por Richard Hofstadter y varios otros durante los últimos 60 y pico años. Robert Bannister califica a esta descripción como “una caracterización más caricaturesca que precisa” de Sumner, sin embargo dice más adelante que “lo representa mal de una forma grave”. Apunta que el breve libro de Sumner, What Social Classes owe to Each Other, que fue publicado por primera vez en 1885 cuando el autor estaba en sus primeros 40 años, “le haría ganarse una reputación como ‘líder darwinista social’ de la época dorada” aunque “no invoca ni los nombres ni la retórica de Spencer o Darwin”"

Sumner fue un crítico de los derechos naturales, como es sabido argumentó:

Ante el tribunal de la naturaleza el hombre no tiene más derecho a la vida que una serpiente de cascabel, no tiene más derecho a la libertad que todos los animales salvajes y su derecho a la búsqueda de la felicidad no es más que una licencia para mantener la lucha por la existencia...

### Guerra
Otro ejemplo de la influencia darwinista en el trabajo de Sumner fue su análisis de la guerra en uno de sus ensayos en la década de 1880. Contrario a algunas creencias, Sumner no creía que la guerra era el resultado de las sociedades primitivas, sugirió que la "guerra real" vino de las sociedades más desarrolladas. Se creía que las culturas primitivas hacen la guerra como "lucha por la existencia", pero Sumner creía que la guerra, de hecho, provenía de una "competencia por la vida". A pesar de la guerra es a veces del hombre contra la naturaleza, la lucha contra otra tribu por sus recursos, es más a menudo un conflicto entre el hombre y el hombre. Por ejemplo, un hombre que lucha contra otro hombre a causa de sus ideologías. Sumner explicó que la competencia por la vida era la razón de la guerra y es por eso que la guerra siempre ha existido y siempre lo hará.

### Folkways
Libro más popular de Sumner es Folkways: Un estudio de la importancia sociológica de usos, hábitos, costumbres, mores y la moral (1907). A partir de cuatro capítulos teóricos, proporciona una franca descripción de la naturaleza de muchas de las costumbres y de las instituciones más importantes en las sociedades pasadas y presentes en todo el mundo. El libro promueve un enfoque sociológico o relativista a la conducta moral, tal como se expresa en su tesis de que "las mores pueden hacer correcta cualquier cosa bien y evitar la condena de cualquier cosa." (Pág. 521)

## El hombre olvidado
Graham sostuvo que, en su día, la política estaba siendo subvertida por los que proponen "medidas de alivio de los males que han llamado la atención del público".

El tipo y fórmula de la mayoría de los planes filantrópicos o humanitarismo es este: A y B ponen sus cabezas juntas para decidir qué debe hacer C por D. El vicio radical de todos estos planes, desde un punto de vista sociológico es que C no es una voz autorizada en la materia y su posición, carácter e intereses, así como loa efectos finales en la sociedad a través de los intereses de C, son completamente olvidados. Yo llamo a C el Hombre Olvidado.

## Influencia
Ensayos populares de Sumner le dieron una gran audiencia por su laissez-faire: la promoción de los mercados libres, el antiimperialismo, y el estándar oro. Miles de estudiantes de Yale tomaron sus cursos, y muchos comentaron sobre su influencia. Sus ensayos fueron muy leídos entre los intelectuales y hombres de negocios. Entre los estudiantes de Sumner estaban el antropólogo Albert Galloway Keller, el economista Irving Fisher, y el campeón de un enfoque antropológico de la economía, Thorstein Bunde Veblen.

## Obras
- Sumner, William Graham. On Liberty, Society, and Politics: The Essential Essays of William Graham Sumner, ed. Robert C. Bannister (Indianapolis: Liberty Fund, 1992). online
- A History of American Currency: with chapters on the English bank restriction and Austrian paper money : to which is appended "The bullion report" (New York: H. Holt and Co., 1874)
- Lectures on the History of Protection in the United States: delivered before the International Free-Trade Alliance (New York:G. P. Putnam's sons, 1877)
- Andrew Jackson as a Public Man (Boston and New York : Houghton, Mifflin and company, 1882)
- What Social Classes Owe to Each Other (New York: Harper and Bros. 1883)
- Protectionism: the -ism which teaches that waste makes wealth (New York : H. Holt and Company, 1885)
- Alexander Hamilton (New York: Dodd, Mead and Co., 1890)
- The Financier & the Finances of the American Revolution (2 vols. New York: Dodd, Mead, and Co., 1891)
- Robert Morris (New York: Dodd, Mead, and Co. 1892)
- The Absurd Effort to Make the World Over (Originally published in the Forum 17 (March 1894), 92–102; reprinted in War, ed. Albert Galioway Keller, pp. 195–210.)
- Vol. 1 of A History of Banking in all the Leading Nations, edited by the editor of the Journal of Commerce and Commercial Bulletin (4 vols. New York : The Journal of Commerce, 1896)
- Folkways: a study of the sociological importance of usages, manners, customs, mores, and morals (Boston: Ginn and Co., 1906)
- The Science of Society , with Albert G. Keller, (New Haven: Yale University Press, 1927; London: H. Milford, Oxford University Press, 1927).
- Collected Essays in Political and Social Science (New York: Henry Holt and company, 1885)
- War, and other essays, ed. with introduction, Albert Galloway Keller (New Haven: Yale University Press, 1911)
- Earth-hunger and other essays , ed. Albert Galloway Keller (New Haven: Yale University press, 1913)
- The Challenge of Facts: and Other Essays ed. Albert Galloway Keller (New Haven: Yale University Press, 1914)
- The Forgotten Man, and Other Essays ed. Albert Galloway Keller (New Haven, Yale University Press, 1918)
- Selected Essays of William Graham Sumner, edited Albert Galloway Keller ... and Maurice R. Davie (New Haven: Yale University press, 1934)
- Sumner today: selected essays of William Graham Sumner, with comments American leaders, ed. Maurice R. Davie (New Haven: Yale University Press, 1940
- The forgotten man's almanac rations of common sense from William Graham Sumner, ed. A. G. Keller (New Haven: Yale University Press, 1943)
- Social Darwinism: Selected Essays of William Graham Sumner, ed. Stow Persons (Englewood Cliff, N.J.: Prentice-Hall, 1963).
- The conquest of the United States by Spain, and other essays ed. Murray Polner (Chicago:Henry Regnery, 1965)
- "The Conquest of the United States by Spain," Molinari Institute.

## Cátedra William Graham Sumner
Los siguientes han sido algunos de los profesores de sociología en la Cátedra William Graham SUmner de la Universidad Yale:
- 1909–1942: Albert Galloway Keller (1874–1956).[8]
- 1942–1954: Maurice Rae Davie (1914–1975).[9]
- 1954–1963:
- 1963–1970: August Hollingshead (1907–1980)
- 1970–1993: Albert J. Reiss Jr. (1922–2006).[10]
- 1993–1999
- 1999–2009: Iván Szelényi